# Natalia Gavrilița
Natalia Gavrilița (Malajesti, 1977. szeptember 21. –) moldovai közgazdász és politikus, 2021–2023 között Moldova miniszterelnöke. 

## Pályafutása
Gavrilița a harmadik nő a tisztségben, korábban Maia Sandu javasolta miniszterelnöknek 2021 februárjában, de a Moldovai Köztársaság Szocialistáinak Pártja-Șor párt parlamenti többsége elutasította. A 2021-es parlamenti választásokat követően, 2021 augusztusában ismét őt javasolták, és jóváhagyták.
A 2021-es parlamenti választásokon Gavrilițát az Akció és Szolidaritás Párt színeiben szintén beválasztották a moldovai parlamentbe. Korábban 2019 júniusától 2019 novemberéig pénzügyminiszterként dolgozott Maia Sandu kormányában, amikor Sandu volt a miniszterelnök.
2023. február 10-én bejelentette lemondását.

## Politikai nézetei
Gavrilița támogatja, hogy Moldova csatlakozzon az Európai Unióhoz, de ne csatlakozzon a NATO-hoz.

## Magánélete
Gavrilița házas. A román mellett folyékonyan beszél oroszul, angolul, franciául és spanyolul.

## Fordítás
Ez a szócikk részben vagy egészben  a   Natalia Gavrilița című angol Wikipédia-szócikk ezen változatának fordításán alapul.  Az eredeti cikk szerkesztőit annak laptörténete sorolja fel. Ez a jelzés csupán a megfogalmazás eredetét és a szerzői jogokat jelzi, nem szolgál a cikkben szereplő információk forrásmegjelöléseként.